# Wimpernspitzmaus
Die Wimpernspitzmaus (Crocidura attenuata) ist eine Spitzmausart aus der Gattung der Weißzahnspitzmäuse (Crocidura). Sie kommt in weiten Teilen Ost- und Südostasiens vor.

## Merkmale
Mit einer Kopf-Rumpf-Länge von 6,6 bis 8,9 Zentimetern und einem Gewicht von etwa 6 bis 12 Gramm zählt die Wimpernspitzmaus zu den mittelgroßen Spitzmausarten. Der Schwanz erreicht eine Länge von 41 bis 60 Millimetern und entspricht in der Regel 60 bis 70 % der Kopf-Rumpf-Länge. Der Hinterfuß erreicht eine Länge von 13 bis 16 Millimetern und das Ohr von 7 bis 13 Millimetern. Das Rückenfell ist rauchig braun bis dunkel grauschwarz, zur Bauchseite verändert sich die Färbung graduell zu einem Dunkelgrau. Das Sommerfell ist etwas dunkler als das Winterfell. Der Schwanz ist auf der Oberseite dunkelbraun und auf der Unterseite etwas heller, allerdings nicht deutlich kontrastiert.
| 1 | · | 3 | · | 1 | · | 3 | = 28 |
| 1 | · | 1 | · | 1 | · | 3 | = 28 |

Der Schädel hat eine Gesamtlänge von 19 bis 22 Millimetern. Wie alle Arten der Gattung besitzt die Art im Oberkiefer pro Hälfte einen Schneidezahn (Incisivus) und danach drei einspitzige Zähne, einen Prämolaren und drei Molaren. Im Unterkiefer besitzt sie dagegen einen einzelnen Eckzahn (Caninus) hinter dem Schneidezahn. Insgesamt verfügen die Tiere damit über ein Gebiss aus 28 Zähnen. Die Zahnwurzeln sind wie bei allen Weißzahnspitzmäusen im Gegensatz zu denen der Rotzahnspitzmäuse nicht pigmentiert.
Das Genom der Wimpernspitzmaus wurde sowohl bei der Inselpopulation auf Taiwan wie auch bei Individuen von chinesischen Festland untersucht. Dabei konnte festgestellt werden, dass der diploide Chromosomensatz auf dem chinesischen Festland aus 2n=35–38 (FN=54) gegenüber 2n=40 (FN=56) auf Taiwan besteht. Die taiwanesische Form wurde auf dieser Basis in den Artstatus als Crocidura tanakae erhoben.

## Verbreitung

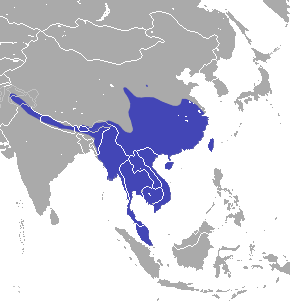
Verbreitungsgebiet (blau) der Wimpernspitzmaus nach Angaben der IUCN; entgegen dem aktuellen taxonomischen Stand wird hier jedoch auch das Verbreitungsgebiet von Crocidura tanakae auf Taiwan angegeben, nach aktuellen Quellen kommt die Wimpernspitzmaus nicht auf Taiwan vor.

Die Wimpernspitzmaus kommt in weiten Teilen Ost- und Südostasiens vor. Das Verbreitungsgebiet erstreckt sich von Indien und wahrscheinlich auch Pakistan über ein großes Gebiet der Volksrepublik China bis auf die malaiische Halbinsel und die vorgelagerten Inseln. Dabei kommt sie neben den genannten Staaten auch in Kambodscha, Laos, Malaysia, Thailand, Myanmar, Vietnam sowie den Philippinen vor.
Auf den Philippinen ging man davon aus, dass die Art nur auf Batan vorkommt, 2004 wurde sie jedoch im Rahmen einer Erhebung auch auf Calayan Island und den Babuyan-Inseln gefunden. Ob die Art zudem auch auf Sumatra, Indonesien, vorkommt, ist unklar. In China kommt die Art in den Provinzen Jiangsu, Zhejiang, Anhui, Jiangxi, Hubei, Hunan, Sichuan, Yunnan, Guangdong, Guanxi, Gansu, Fujian und Guizhou sowie auf Hainan vor. Die Populationen der Insel Taiwan gelten dagegen als eigene Art. Die Höhenverbreitung liegt wahrscheinlich bei bis zu 3000 Metern.

## Lebensweise
Innerhalb ihres Verbreitungsgebietes ist die Wimpernspitzmaus in der Regel die am häufigsten anzutreffende Spitzmausart und ihre Lebensweise ist typisch für Spitzmäuse. Sie lebt in zahlreichen, unterschiedlichen Lebensräumen wie Nadel-, Laub-, Misch- und Bambuswäldern und in Strauchvegetation am Boden. Wie alle Spitzmäuse ernährt sich auch diese Art von wirbellosen Tieren, vor allem Insekten und Würmern. Über die Fortpflanzung ist nur wenig bekannt, Wurfgrößen von vier bis fünf Jungtieren wurden dokumentiert.

## Systematik
Die Wimpernspitzmaus wird als eigenständige Art innerhalb der Gattung der Weißzahnspitzmäuse (Crocidura) eingeordnet, die aus etwa 170 Arten besteht. Die wissenschaftliche Erstbeschreibung stammt von Henri Milne-Edwards aus dem Jahr 1872, der ein Individuum aus der Provinz Sichuan beschrieb. In diese Art wurde teilweise C. tanakae als Unterart eingeordnet, inzwischen jedoch aufgrund eines deutlich unterschiedlichen Genoms ausgegliedert und als eigenständige Art angesehen. Gleiches gilt für die Weihnachtsinsel-Spitzmaus (Crocidura trichura).
Innerhalb der Art werden heute neben der Nominatform Crocidura attenuata attenuata keine weiteren Unterarten unterschieden.

## Bedrohung und Schutz
Die Wimpernspitzmaus wird von der International Union for Conservation of Nature and Natural Resources (IUCN) aufgrund des sehr großen Verbreitungsgebietes, der angenommen großen Populationen und der nicht vorhandenen Bestandsbedrohung als nicht gefährdet (least concern) eingeordnet. Zudem kommt die Art innerhalb ihres Verbreitungsgebietes in zahlreichen geschützten Gebieten vor. Potenzielle Gefahren für die Bestände sind nicht bekannt, regional kann eine Gefährdung durch Lebensraumverlust oder die Konkurrenz mit eingeführten Arten (Neozoen) bestehen.

## Belege
1. 1 2 3 4 5 6  Robert S. Hoffmann, Darrin Lunde: Asian Gray Shrew. In: Andrew T. Smith, Yan Xie: A Guide to the Mammals of China. Princeton University Press, Princeton NJ 2008, ISBN 978-0-691-09984-2, S. 298.
2. 1 2 3 4 5 6   Crocidura attenuata (Memento vom 16. Januar 2014 im Internet Archive). In: Don E. Wilson, DeeAnn M. Reeder (Hrsg.): Mammal Species of the World. A taxonomic and geographic Reference. 2 Bände. 3. Auflage. Johns Hopkins University Press, Baltimore MD 2005, ISBN 0-8018-8221-4.
3. 1 2 3  Crocidura attenuata in der Roten Liste gefährdeter Arten der IUCN 2013.2. Eingestellt von: L. Heaney, S.  Molur, 2008. Abgerufen am 14. Januar 2014.